# نادي النهضة السطاتية
نادي النهضة الرياضية السطاتية (بالفرنسية Renaissance sportive de Settat) هو نادٍ رياضي مغربي من مدينة سطات، 
ويطلق عليه اختصاراً نهضة سطات يلعب في القسم الثاني هواة بالدور المغربي وله سجلٍ حافل بالإنجازات حيث كان ينافس في الدرجة الأولى محققاً العديد من الألقاب من بينها البطولة الوطنية في عام 1971 و كأس العرش في سنة 1969، ووصول إلى المقابلة النهائية في تصفيات الكأس ذاتها في عامي 1967 و 1970. وكان يضم مجموعة من لاعبين كبار سبق وأن شكلوا العمود الفقاري للمنتخب الوطني المغربي.

## التاريخ
تأسس النادي في عام 1946 وشهد تطوراً إيجابياً كبيراً في مسيرته التاريخية وعاش عصره الذهبي في سبعينيات القرن الماضي، ولكنه بدأ في التراجع حتى هبط مؤخراً من الدرجة الأولى في الدوري المغربي إلى القسم الثاني منه.

### النشأة والتأسيس
بدأ التفكير في تأسيس النادي في عام 1944 إبان فترة سياسية مهمة في تاريخ المغرب حيث تزامن تأسيسه مع تقديم وثيقة المطالبة باستقلال المغرب من الحماية الفرنسية الإستعمارية. وواجهت الفكرة اعتراض السلطات الفرنسية التي رفضت إصدار رخصة مزاولة النشاط الرياضي فلجأ مؤسسوه وعلى رأسهم محمد بودراع إلى تسجيله في عام 1946 في الجامعة العمالية بالمدينة باسم النهضة الرياضية العمالية السطاتية، وبذلك تمكن النادي من ممارسة النشاط الرياضي وسرعان ما فاز بالبطولة العمالية بعد سنة من تأسيسه. وفي عام 1948 وافق الفرنسيون على ضمه إلى الجامعة الفرنسية.

## الزي والشعار
يتكون الزي من رداء أبيض اللون وقميص وجوارب باللون الأزرق وهو الطقم الأصلي الذي تم تصميمه في عام 1946 وبعد ذلك أصبح الزي بكامله يتكون من اللون الأزرق الغامق، أما الزي الاحتياطي فيتكون من اللون الأبيض وفي حين يتكون طقم الزي الثالث من اللون الأحمر.

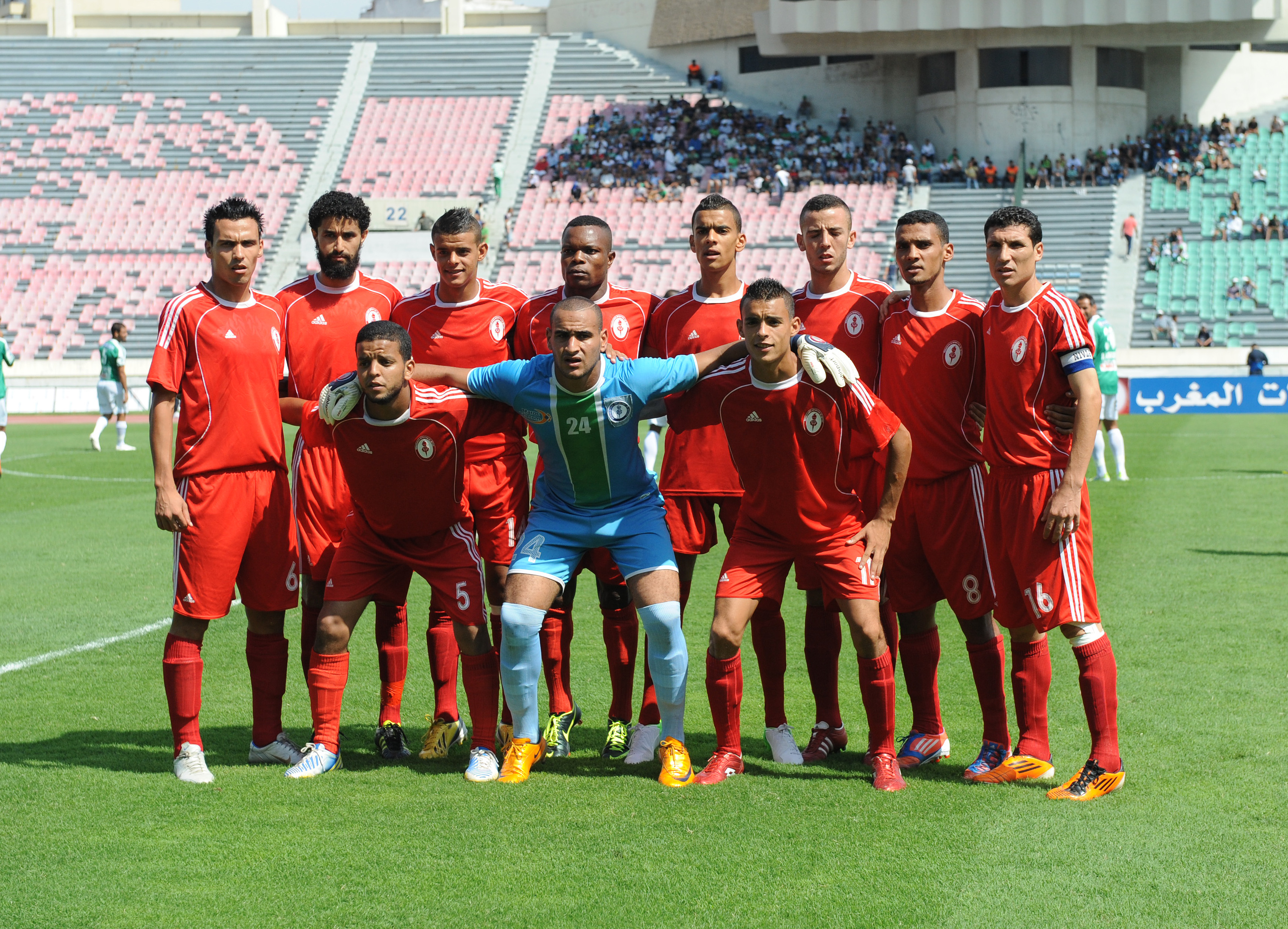
فريق نهضة سطات في زيه الثالث الأحمر

وبالنسبة للشعار الرسمي فهو عبارة عن شكل لكرة قدم بيضاء اللون وسط شعلة بيضاء خلفها والشعار مطبوع على خلفية زرقاء اللون بيضاوية الشكل يحيط بها شريط أبيض بحافة حمراء كتب عليه بالخط المغربي باللغة العربية «نهضة اسطات الرياضية» أو بالفرنسية «Renaissance Sportieve de Settat» (حسب مقتضى الحال). وتضاف إليه أحيانا الأرقام «1946» وهي تاريخ تأسيس النادي وأحرف RSS (الاسم بالأحرف اللاتينية اختصارا).
| الطقم الأصلي للنادي (1946) الشعار الرسمي |

## مساره الكروي
مرّ النادي في مساره الكروي على عدة مراحل انتعاش وازدهار وفترات تدهور وسبات واجه خلالها تحديات جمة واحرز انجازات عديدة صعوداً وهبوطاً.

### فترة الإنتعاش
ظل النادي منذ تأسيسه يلعب في القسم الثالث بالدوري المغربي حتى عام 1957 وفي السنوات التي تلته بدأ في الصعود حتى بلغ القسم الوطني الأول في عام 1965 بعد مباراة حاسمة ضد فريق ( نجم مراكش ) جرت في ملعب الحارثي ومن ثم بدأ سعيه إلى الارتقاء في سلم الصعود نحو قسم الصفوة، فتم اختيار عبد الله السطاتي لقيادة الفريق وضم لاعبين متمزين مثل قاسم سليماني وأحمد العلوي وعمر بودراع وغيرهم، فانتزع البطولة في موسم 1970-1971 برصيد 70 نقطة وبفارق خطوتين عن منافسه فريق الجبش الملكي. وسبق ذلك فوزه بلقب كأس العرش على حساب فريق النادي القنيطري بالملعب الشرفي بالدار البيضاء. وفاز بلقب بطل المغرب في عام 1971 وفي العام 1997 تمكن من بلوغ ربع نهائيات كأس كاف ولكنه خسر أمام فريق نادي جان دارك السنغالي.
عاش النادي أزهى أيامه في عهد الرئاسة الفخرية لوزير الداخلية السابق وابن مدينة سطات إدريس البصري حيث كان الدعم المالي يتدفق من كافة الإتجاهات خاصة من مؤسسات القطاعين العام والخاص مثل الخطوط الجوية الملكية المغربية. واستفاد كثيراً من ذلك الدعم المادي خاصة في جلب العديد من اللاعبين الممتازين إلى صفوفه والتمكن من ترتيب تمارين خارجية.

### فترة السبات
وبعد خروج البصري من السلطة فقد الفريق قنوات دعمه وتأخرت المنح أو انعدمت وتقلصت بالتالي موارده وبدأ رونقه في التراجع السريع سواء كان على مستوى النشاط الرياضي أو الأداء الفني والإداري.
 وقد تعرض الفريق لهزائم متتالية في الدورة 27 من بطولة القسم الأول الوطني أبرزها هزيمته أمام شباب هوارة بهدفين دون مقابل، الأمر الذي جعل الفريق يتراجع إلى الصف الأخير بعدد 24 نقطة.
وجرت عدة مساعٍ للخروج من فترة السبات والتدهور هذه من بينها العمل بفكرة الاحتضان التي انطلقت خلال سنوات الثمانينات في المغرب حيث تقوم شركات القطاع الخاص أو العام برعاية واحتضان الفرق وهي فكرة أثمرت نتائج إيجابية منها تحسن أجور اللاعبين وانتعاش مداخيل الأندية، فضلاً عن تمكينها للتحول إلى الممارسة الاحترافية، خصوصاً بعد أن أصبح الطابع المالي يغلب على كرة القدم وأصبحت مسايرة العصر ضرورة ملحة. وقد أبدت إدارة النادي ولاعبوه حماساً للفكرة لا سيما وأنها ستوفر للفريق سيولة مالية تتيح لللاعبين استقرارا مادياً ونفسياً، وهي الخطوة الأولى في اتجاه مشروع تحويل النادي الرياضي إلى شركة خاصة ذات تنظيم إداري مضبوط، أي تجريد الفريق من طابعه الجمعوي وإخراجه من يد المحبين وعطاياهم.

## الملاعب والمنشآت
تم بناء الملعب في سنة 1976 تقريباً نتيجة لمقايضة جرت بين وزارة الداخلية المغربية ورئاسة نادي نهضة سطات تم بمقتضاها تنازل النادي عن أرض الملعب القديم بالمدينة حيث قامت عليه خزانة البلدية، بينما تحولت ملكية العقار المجاورر لها إلى النادي حيث تم تشييد المركب الرياضي الحالي فوقه.
يقع المركب الرياضي بالقرب من حي البطوار شارع العقيد صلاح الدين بمدينة سطات، ويوجد داخل سوره مطعماً ومسجداً و مقصفاً وبضعة مرافق صحية وملاعب تدريب ثانوية صغيرة. ويسع الملعب لإستقبال حوالي 20 ألف متفرج.

## سجل البطولات والجولات
حقق الفريق الفوز في العديد من الجولات والمنافسات حيث فاز بالبطولة المغربية في 1971 و كأس العرش في 1969 وشارك فيها في الأعوام 1967، 1970 ، 2000 كما فاز بالبطولة الوطنية المغربية الثانية لكرة القدم 1999 ، و الكأس المغاربية للأندية في 1970 وشارك في كأس الاتحاد الأفريقي (الكاف) 1998 حيث بلغ ربع النهائي.
المشاركة في كأس الكاف الإفريقية
| الموسم | المباراة                    | الجولة      | النادي                 | وصيف | ضيف | دولي    |
| ------ | --------------------------- | ----------- | ---------------------- | ---- | --- | ------- |
| 1998   | كأس الكونفيدرالية الأفريقية | 1           | مالي نادي يسفاس باماكو | 0-0  | 2-2 | 2-2 (أ) |
| 1998   | كأس الكونفيدرالية الأفريقية | 2           | غينيا نادي هورويا      | 3-1  | 1-1 | 4-2     |
| 1998   | كأس الكونفيدرالية الأفريقية | ربع النهائي | السنغال نادي جان دارك  | 0-0  | 0-2 | 0-2     |

## ألقاب النادي
|  | البطولات                | عدد الألقاب | سنوات الألقاب |
|  | ----------------------- | ----------- | ------------- |
|  | الدوري المغربي الممتاز  | 2           | 1971-1999     |
|  | كأس العرش               | 1           | 1969          |
|  | الكأس المغاربية للأندية | 1           | 1970          |

## اللاعبون
كان النادي يضم لاعبين اشتهروا باللعب في المنتخب الوطني وبرزت من بينهم أسماء كبيرة في المجتمع الكروي المغربي أمثال حارس المرمى إدريس بن زكري و قاسم سليماني وغيرهم.

### لاعبون سابقون
- قاسم سليماني
- إدريس بن زكري
- حسن الصواري
- محمد أمين بنهاشم
- خالد رغيب
- بدر كشاني
- سعيد الركبي
- لحسن وردي

لاعبو موسم 2015-2016
- الحراس:

عادل نبهاني وسفيان هواد وعمر هايدي.
- الدفاع:

حكيم الرافعي ومحمد قنديل ومحمد شريفي ومحمد اسحيتة وأيمن قليش وخميمة سفيان .
وسط الميدان:
خالد عليوش وسفيان لوريكة وأيوب هبول وبدر فتوي.
- الهجوم

يوسف فراح ورضى الخولي وسفيان عريس ة مامادو تامبورا ومحمد قنديل.

### التشكيلة الحالية
جدول بأسماء لاعبي التشكيلة الحالية
| اللاعب         | المركز |
| -------------- | ------ |
| الساخي         | مدرب   |
| محمد شاكي      | دفاع   |
| حكيم رفيع      | وسط    |
| حمزة محاسن     | وسط    |
| مامادو ياتارا  | هجوم   |
| باب ديوب ديمبا | هجوم   |

### الطاقم الفني والإداري
ويضم الطاقم الفني في الموسم الكروي الحالي كلاً من:
- رشيد عزمي، رئيس النادي
- عبد اللطيف قيليش المدير، وهو أيضاً المدرب .
- سعيد الركبي، مساعد مدرب
- هشام رفيع، مدرب الحراس
- العرابي مصطفى، ممرض الفريق.[5]
- بوشعيب سحيتة، لاعب سابق والمسؤول عن جهاز الفريق

## المشجعون
يطلق مشجعي الفريق على نفسهم اسم مجموعة «أولترا ماسكيدا» Ultra Maskda. وتم إنشاء المجموعة التي تمثلهم في يناير / كانون الثاني 2008 من قبل حوالي عشرين شخصاً ولديهم قسماً خاصاً بهم في مدينة الدار البيضاء تطلق عليه تسمية «كوب بلوز» Kop Blues. شعارهم هو «الشجاعة والقوة».